# Ballspielverein Borussia 09 Dortmund 1980-1981
Questa voce raccoglie le informazioni riguardanti il Ballspielverein Borussia 09 Dortmund nelle competizioni ufficiali della stagione 1980-1981.

## Stagione
Nella stagione 1980-1981 il Borussia Dortmund, allenato da Udo Lattek e Rolf Bock, concluse il campionato di Bundesliga al 7º posto. In Coppa di Germania il Borussia Dortmund fu eliminato al terzo turno dal Fortuna Düsseldorf.

## Rosa
| N. |                     | Ruolo | Calciatore            |
| -- | ------------------- | ----- | --------------------- |
|    | Germania (bandiera) | P     | Horst Bertram         |
|    | Germania (bandiera) | P     | Eike Immel            |
|    | Germania (bandiera) | D     | Norbert Dörmann       |
|    | Germania (bandiera) | D     | Horst Freund          |
|    | Germania (bandiera) | D     | Herbert Hein          |
|    | Germania (bandiera) | D     | Lothar Huber          |
|    | Germania (bandiera) | D     | Meinolf Koch          |
|    | Germania (bandiera) | D     | Rolf Rüssmann         |
|    | Germania (bandiera) | D     | Jürgen Sobieray       |
|    | Germania (bandiera) | D     | Hans-Joachim Wagner   |
|    | Islanda (bandiera)  | C     | Magnús Bergs          |
|    | Germania (bandiera) | C     | Siegfried Bönighausen |

| N. |                     | Ruolo | Calciatore          |
| -- | ------------------- | ----- | ------------------- |
|    | Germania (bandiera) | C     | Paul Holz           |
|    | Germania (bandiera) | C     | Theo Schneider      |
|    | Germania (bandiera) | C     | Werner Schneider    |
|    | Germania (bandiera) | C     | Miroslav Votava     |
|    | Germania (bandiera) | C     | Rudolf Wabra        |
|    | Germania (bandiera) | C     | Michael Zorc        |
|    | Germania (bandiera) | A     | Rüdiger Abramczik   |
|    | Germania (bandiera) | A     | Ralf Augustin       |
|    | Germania (bandiera) | A     | Manfred Burgsmüller |
|    | Islanda (bandiera)  | A     | Atli Eðvaldsson     |
|    | Germania (bandiera) | A     | Peter Geyer         |
|    | Turchia (bandiera)  | A     | Erdal Keser         |

## Organigramma societario
Area tecnica
- Allenatore: Rolf Bock
- Allenatore in seconda:
- Preparatore dei portieri:
- Preparatori atletici:

## Calciomercato

### Sessione estiva
| Acquisti | Acquisti              | Acquisti         | Acquisti |
| R.       | Nome                  | da               | Modalità |
| -------- | --------------------- | ---------------- | -------- |
| A        | Rüdiger Abramczik     | Schalke 04       |          |
| C        | Magnús Bergs          | Valur            |          |
| C        | Siegfried Bönighausen | Rot-Weiss Essen  |          |
| A        | Atli Eðvaldsson       | Valur            |          |
| D        | Jürgen Sobieray       | DSC Wanne-Eickel |          |

| Cessioni | Cessioni       | Cessioni             | Cessioni |
| R.       | Nome           | a                    | Modalità |
| -------- | -------------- | -------------------- | -------- |
| A        | Wolfgang Frank | Norimberga           |          |
| C        | Herbert Meyer  | Atlas Delmenhorst    |          |
| A        | Norbert Runge  | Alemannia Aquisgrana |          |
| D        | Amand Theis    | Fortuna Düsseldorf   |          |
| A        | Wolfgang Vöge  | Bayer Leverkusen     |          |

### Sessione invernale
| Acquisti | Acquisti      | Acquisti   | Acquisti |
| R.       | Nome          | da         | Modalità |
| -------- | ------------- | ---------- | -------- |
| D        | Rolf Rüssmann | Schalke 04 |          |

| Cessioni | Cessioni | Cessioni | Cessioni |
| R.       | Nome     | a        | Modalità |
| -------- | -------- | -------- | -------- |

## Risultati

### Bundesliga

#### Girone di andata
| Arbitro: | Schmoock |

|                          |           |          |
| Eðvaldsson 24’ Geyer 35’ | Marcatori | 48’ Hahn |

| Arbitro: | Engel |

|                                                                      |           |                                 |
| Breitner 42’ (rig.) Horsmann 70’ Augenthaler 72’ Rummenigge 81’, 85’ | Marcatori | 50’, 76’ Burgsmüller 86’ Votava |

| Arbitro: | Niebergall |

|            |           |                 |
| Struth 36’ | Marcatori | 48’ Burgsmüller |

| Arbitro: | Clajus |

|                              |           |            |
| Eðvaldsson 42’ Abramczik 87’ | Marcatori | 72’ Allofs |

| Arbitro: | Ross |

|            |           |                           |
| Wuttke 27’ | Marcatori | 70’ Votava 83’ Eðvaldsson |

| Arbitro: | Eschweiler |

|                                                        |           |  |
| Burgsmüller 25’, 34’, 48’ Abramczik 37’ Eðvaldsson 65’ | Marcatori |  |

| Arbitro: | Pauly |

|                               |           |                 |
| Vöge 38’ Økland 45’, 76’, 84’ | Marcatori | 86’ Burgsmüller |

| Arbitro: | Treib |

|                                      |           |                                            |
| Burgsmüller 43’ (rig.), 55’ Koch 46’ | Marcatori | 59’ (rig.) Martin 82’ Tüfekçi 86’ Allgöwer |

| Arbitro: | Aldinger |

|                              |           |                |
| Milewski 5’ Kaltz 29’ (rig.) | Marcatori | 19’ Eðvaldsson |

| Arbitro: | Horeis |

|                                                |           |            |
| Burgsmüller 35’ Eðvaldsson 62’, 76’ Votava 74’ | Marcatori | 39’ Völler |

| Arbitro: | Hennig |

|  |           |                               |
|  | Marcatori | 14’ Burgsmüller 29’ Abramczik |

| Arbitro: | Brückner |

|                                                |           |             |
| Burgsmüller 14’, 16’, 32’ Votava 34’ Geyer 36’ | Marcatori | 39’ Steiner |

| Arbitro: | Gabor |

|                           |           |  |
| Brunner 66’ Oberacher 85’ | Marcatori |  |

| Arbitro: | Messmer |

|                 |           |                      |
| Votava 38’, 85’ | Marcatori | 25’ Riedl 69’ Melzer |

| Arbitro: | Roth |

|                         |           |                 |
| Engels 20’ Woodcock 84’ | Marcatori | 62’ Burgsmüller |

| Arbitro: | Luca |

|                               |           |                |
| Burgsmüller 20’ Abramczik 68’ | Marcatori | 80’ Hölzenbein |

| Arbitro: | Stäglich |

|                   |           |  |
| Hannes 89’ (rig.) | Marcatori |  |

#### Girone di ritorno
| Arbitro: | Assenmacher |

|                  |           |               |
| Hofmann 17’, 74’ | Marcatori | 13’ Schneider |

| Arbitro: | Horstmann |

|                             |           |                       |
| Wagner 25’ Huber 61’ (rig.) | Marcatori | 4’ Breitner 86’ Kraus |

| Arbitro: | Roth |

|                                               |           |                                     |
| Huber 2’ (rig.) Abramczik 24’ Burgsmüller 34’ | Marcatori | 19’ (rig.) Groß 27’ Becker 43’ Bold |

| Arbitro: | Aldinger |

|                        |           |                               |
| Allofs 14’ (rig.), 73’ | Marcatori | 57’ Burgsmüller 79’ Schneider |

| Arbitro: | Ahlenfelder |

|                                |           |                         |
| Eðvaldsson 11’ Burgsmüller 79’ | Marcatori | 52’ Fischer 83’ Siewert |

| Arbitro: | Heitmann |

|               |           |  |
| Sackewitz 77’ | Marcatori |  |

| Arbitro: | Retzmann |

|                                                          |           |                             |
| Burgsmüller 4’, 45’, 74’ Eðvaldsson 17’ Huber 89’ (rig.) | Marcatori | 33’ Bruckmann 55’, 84’ Vöge |

| Arbitro: | Luca |

|                                          |           |                 |
| Allgöwer 22’ Sătmăreanu 45’ Ohlicher 62’ | Marcatori | 69’ Burgsmüller |

| Arbitro: | Engel |

|                                                                           |           |                 |
| Votava 10’ Abramczik 45’ Rüssmann 56’ Burgsmüller 58’, 84’ Eðvaldsson 63’ | Marcatori | 11’, 31’ Buljan |

| Arbitro: | Brückner |

|  |           |                 |
|  | Marcatori | 52’ Burgsmüller |

| Arbitro: | Waltert |

|               |           |                               |
| Abramczik 81’ | Marcatori | 35’ Bast 45’ Pinkall 61’ Abel |

| Arbitro: | Stäglich |

|                       |           |           |
| Büssers 77’ Gores 83’ | Marcatori | 43’ Geyer |

| Arbitro: | Föckler |

|               |           |  |
| Abramczik 71’ | Marcatori |  |

| Arbitro: | Horstmann |

|                   |           |                 |
| Funkel 57’ (rig.) | Marcatori | 30’ Burgsmüller |

| Arbitro: | Pauly |

|                      |           |                         |
| Geyer 14’ Votava 86’ | Marcatori | 12’ Knöppel 65’ Willmer |

| Arbitro: | Ross |

|  |           |                                                       |
|  | Marcatori | 12’ Schneider 14’ Eðvaldsson 17’ Abramczik 31’ Wagner |

| Arbitro: | Aldinger |

|  |           |                                    |
|  | Marcatori | 15’ Bruns 76’ Matthäus 88’ Schäfer |

### Coppa di Germania
| Arbitro: | Michel |

|                              |           |                                               |
| Kakoko 39’ Votava 70’ (aut.) | Marcatori | 58’, 107’, 113’ Abramczik 59’ Koch 118’ Geyer |

| Arbitro: | Horstmann |

|                                          |           |           |
| Burgsmüller 23’ Votava 51’ Schneider 72’ | Marcatori | 87’ Sidka |

| Arbitro: | Ohmsen |

|                          |           |  |
| Seel 56’ Allofs 84’, 87’ | Marcatori |  |

## Statistiche

### Statistiche di squadra
| Competizione      | Punti | In casa | In casa | In casa | In casa | In casa | In casa | In trasferta | In trasferta | In trasferta | In trasferta | In trasferta | In trasferta | Totale | Totale | Totale | Totale | Totale | Totale | DR  |
| Competizione      | Punti | G       | V       | N       | P       | Gf      | Gs      | G            | V            | N            | P            | Gf           | Gs           | G      | V      | N      | P      | Gf     | Gs     | DR  |
| ----------------- | ----- | ------- | ------- | ------- | ------- | ------- | ------- | ------------ | ------------ | ------------ | ------------ | ------------ | ------------ | ------ | ------ | ------ | ------ | ------ | ------ | --- |
| Bundesliga        | 35    | 17      | 9       | 6       | 2       | 47      | 30      | 17           | 4            | 3            | 10           | 22           | 29           | 34     | 13     | 9      | 12     | 69     | 59     | +10 |
| Coppa di Germania | -     | 1       | 1       | 0       | 0       | 3       | 1       | 2            | 1            | 0            | 1            | 5            | 5            | 3      | 2      | 0      | 1      | 8      | 6      | +2  |
| Totale            | 35    | 18      | 10      | 6       | 2       | 50      | 31      | 19           | 5            | 3            | 11           | 27           | 34           | 37     | 15     | 9      | 13     | 77     | 65     | +12 |

### Andamento in campionato
| Giornata  | 1 | 2  | 3  | 4 | 5 | 6 | 7 | 8 | 9 | 10 | 11 | 12 | 13 | 14 | 15 | 16 | 17 | 18 | 19 | 20 | 21 | 22 | 23 | 24 | 25 | 26 | 27 | 28 | 29 | 30 | 31 | 32 | 33 | 34 |
| --------- | - | -- | -- | - | - | - | - | - | - | -- | -- | -- | -- | -- | -- | -- | -- | -- | -- | -- | -- | -- | -- | -- | -- | -- | -- | -- | -- | -- | -- | -- | -- | -- |
| Luogo     | C | T  | T  | C | T | C | T | C | T | C  | T  | C  | T  | C  | T  | C  | T  | T  | C  | C  | T  | C  | T  | C  | T  | C  | T  | C  | T  | C  | T  | C  | T  | C  |
| Risultato | V | P  | N  | V | V | V | P | N | P | V  | V  | V  | P  | N  | P  | V  | P  | P  | N  | N  | N  | N  | P  | V  | P  | V  | V  | P  | P  | V  | N  | N  | V  | P  |
| Posizione | 4 | 11 | 12 | 9 | 5 | 3 | 5 | 4 | 8 | 5  | 4  | 3  | 5  | 4  | 5  | 4  | 5  | 6  | 6  | 7  | 6  | 7  | 9  | 7  | 8  | 7  | 6  | 6  | 8  | 7  | 8  | 7  | 6  | 7  |

Legenda:

Luogo: C = Casa; T = Trasferta. Risultato: V = Vittoria; N = Pareggio; P = Sconfitta.

### Statistiche dei giocatori
| Giocatore      | Bundesliga | Bundesliga | Bundesliga  | Bundesliga | Coppa di Germania | Coppa di Germania | Coppa di Germania | Coppa di Germania | Totale   | Totale | Totale      | Totale     |
| Giocatore      | Presenze   | Reti       | Ammonizioni | Espulsioni | Presenze          | Reti              | Ammonizioni       | Espulsioni        | Presenze | Reti   | Ammonizioni | Espulsioni |
| -------------- | ---------- | ---------- | ----------- | ---------- | ----------------- | ----------------- | ----------------- | ----------------- | -------- | ------ | ----------- | ---------- |
| R. Abramczik   | 33         | 9          | 4           | 0          | 3                 | 3                 | 0                 | 0                 | 36       | 12     | 4           | 0          |
| R. Augustin    | 3          | 0          | 0           | 0          | 1                 | 0                 | 0                 | 0                 | 4        | 0      | 0           | 0          |
| M. Bergs       | 2          | 0          | 0           | 0          | 0                 | 0                 | 0                 | 0                 | 2        | 0      | 0           | 0          |
| H. Bertram     | 0          | 0          | 0           | 0          | 0                 | 0                 | 0                 | 0                 | 0        | 0      | 0           | 0          |
| M. Burgsmüller | 33         | 27         | 3           | 0          | 3                 | 1                 | 0                 | 0                 | 36       | 28     | 3           | 0          |
| S. Bönighausen | 1          | 0          | 0           | 0          | 0                 | 0                 | 0                 | 0                 | 1        | 0      | 0           | 0          |
| N. Dörmann     | 18         | 0          | 8           | 0          | 1                 | 0                 | 0                 | 0                 | 19       | 0      | 8           | 0          |
| A. Eðvaldsson  | 28         | 11         | 3           | 0          | 3                 | 0                 | 0                 | 0                 | 31       | 11     | 3           | 0          |
| H. Freund      | 3          | 0          | 0           | 0          | 1                 | 0                 | 0                 | 0                 | 4        | 0      | 0           | 0          |
| P. Geyer       | 33         | 4          | 1           | 0          | 3                 | 1                 | 0                 | 0                 | 36       | 5      | 1           | 0          |
| H. Hein        | 30         | 0          | 3           | 0          | 3                 | 0                 | 0                 | 0                 | 33       | 0      | 3           | 0          |
| P. Holz        | 8          | 0          | 1           | 0          | 2                 | 0                 | 0                 | 0                 | 10       | 0      | 1           | 0          |
| L. Huber       | 25         | 3          | 4           | 0          | 1                 | 0                 | 0                 | 0                 | 26       | 3      | 4           | 0          |
| E. Immel       | 34         | 0          | 2           | 0          | 3                 | 0                 | 0                 | 0                 | 37       | 0      | 2           | 0          |
| E. Keser       | 7          | 0          | 2           | 0          | 0                 | 0                 | 0                 | 0                 | 7        | 0      | 2           | 0          |
| M. Koch        | 24         | 1          | 1           | 0          | 2                 | 1                 | 0                 | 0                 | 26       | 2      | 1           | 0          |
| R. Rüssmann    | 18         | 1          | 1           | 0          | 0                 | 0                 | 0                 | 0                 | 18       | 1      | 1           | 0          |
| T. Schneider   | 18         | 2          | 1           | 0          | 3                 | 1                 | 0                 | 0                 | 21       | 3      | 1           | 0          |
| W. Schneider   | 28         | 1          | 7           | 0          | 3                 | 0                 | 0                 | 0                 | 31       | 1      | 7           | 0          |
| J. Sobieray    | 1          | 0          | 0           | 0          | 0                 | 0                 | 0                 | 0                 | 1        | 0      | 0           | 0          |
| M. Votava      | 33         | 8          | 4           | 0          | 3                 | 1                 | 0                 | 0                 | 36       | 9      | 4           | 0          |
| R. Wabra       | 0          | 0          | 0           | 0          | 0                 | 0                 | 0                 | 0                 | 0        | 0      | 0           | 0          |
| H. Wagner      | 33         | 2          | 2           | 0          | 3                 | 0                 | 0                 | 0                 | 36       | 2      | 2           | 0          |
| M. Zorc        | 0          | 0          | 0           | 0          | 0                 | 0                 | 0                 | 0                 | 0        | 0      | 0           | 0          |